# Chen Mingming
Chen Mingming (chinesisch: 陈明明; * 18. August 1950 in Shandong) ist ein ehemaliger Diplomat der Volksrepublik China, der unter anderem zwischen 2001 und 2005 Botschafter in Neuseeland und auf den Cookinseln sowie von 2008 bis 2011 Botschafter in Schweden war.

## Leben
Chen Mingming, der zu den Han-Chinesen gehört, absolvierte ein Studium am Pekinger Fremdspracheninstitut und trat im Anschluss 1978 ins Außenministerium der Volksrepublik China ein. Er war dort zunächst Mitarbeiter der Bildungs- und Ausbildungsabteilung und wurde 1980 Mitarbeiter der Abteilung für Übersetzungen und Interpretationen, in der er bis 1987 nacheinander Dritter Sekretär, Zweiter Sekretär sowie schließlich stellvertretender Referatsleiter war. 1987 wechselte er als Zweiter Sekretär an die Botschaft in die Botschaft in den USA und war dort zuletzt bis 1990 Erster Sekretär. 1990 kehrte er ins Außenministerium zurück und war in der dortigen Abteilung für Nordamerika und Ozeanien zuerst stellvertretender Referatsleiter sowie im Anschluss als Botschaftsrat Leiter eines Referats, ehe er schließlich zwischen 1998 und 2001 stellvertretender Generaldirektor der Abteilung für Nordamerika und Ozeanien war.
Im März 2001 übernahm Chen als Nachfolger von Chen Wenzhao den Posten als Botschafter in Neuseeland und war als solcher zugleich als Botschafter auf den Cookinseln akkreditiert. Diese Posten bekleidete er bis Dezember 2005 und wurde daraufhin von Zhang Yuanyuan abgelöst. Nach einer darauf folgenden Verwendung im Außenministerium löste er im Mai 2008 Lu Fengding als Botschafter in Schweden und bekleidete dieses Amt bis März 2011, woraufhin Lan Lijun seine dortige Nachfolge antrat.